# 佐々木美和
佐々木美和（ささき みわ）は、日本の作詞家･キーボーディスト。

## 人物
1993年に大島こうすけとともにSO-FIを結成し、作詞とキーボードを担当。また作詞家としても活動しPANINARO 30という名義での作詞提供もある。

## 作詞提供
- BAND-MAID
  - 「REAL EXISTENCE」「LOOK AT ME」｢ORDER｣「So,What？」
- 岩田さゆり
  - 「ヒトリゴト」
- organs cafe
  - 「ride on」
- Kyohei Kaneko
  - 「夢の翼」「Can't Get Over」「Pre Station」
- 小枝
  - 「角度」「靴紐」「ヘチタシホ」
- JEWELRY
  - 「違う世界で出逢えたら」「LUCKY LOVE!」「デイジー」「かじりかけのオレンジ」
- Zwei
  - 「Movie Star」「Pretty Queen」「Love Land」「光」「ICE BREAKER」「Dragon」「BUBBLE DREAM」「罪と罰」
- Tiana Xiao
  - 「Destiny」「Temptation」
- 新浜レオン
  - 「やってみYO〜!」
- BON-BON BLANCO
  - 「愛 WANT YOU!!」「だって、女の子なんだもん!」「恋の課外授業」「愛のナースカーニバル」「涙のハリケーン」「White」「この手につかんだ未来地図」「だいじょうぶ!!my friend」「世界の始まりのように 」「バカンスの恋」「BON VOYAGE!」「夏がきたぁ!!～VIVA SUMMER TIME」「O.K!」「SUNRISE」「So Many X'mas」「Sherry」「愛がいっぱい」「AGAIN」「100mileの南風にのって」「ユラユラ揺れる」「free bird」「カラッと行こうよ Adios Amigos」
- 宮本佳那子
  - 「キラキラしちゃってMy True Love!」
- 飛鳥（原田ひとみ）、雪泉（原由実）
  - 「RAINBOW KISS」